# جنتلمانز داب كلاب
جنتلمانز داب كلاب Gentleman's Dub Club هي فرقة بريطانية لموسيقى الداب، نشأت في ليدز في يوركشاير. 

## روابط خارجية
- الموقع الرسمي نسخة محفوظة 4 أغسطس 2010 على موقع واي باك مشين.